# Aleiodes
Aleiodes är ett släkte av steklar som beskrevs av Wesmael 1838. Aleiodes ingår i familjen bracksteklar.

## Dottertaxa tillAleiodes, i alfabetisk ordning[1][2]
- Aleiodes abdominalis
- Aleiodes aciculatus
- Aleiodes aestuosus
- Aleiodes affinis
- Aleiodes africanus
- Aleiodes agilis
- Aleiodes aglaurus
- Aleiodes akidnus
- Aleiodes albitibia
- Aleiodes alboannulatus
- Aleiodes alexandri
- Aleiodes aligarhensis
- Aleiodes alternator
- Aleiodes alutaceus
- Aleiodes amurensis
- Aleiodes anatariatus
- Aleiodes angulinervis
- Aleiodes angustatus
- Aleiodes angustipennis
- Aleiodes annulatus
- Aleiodes antananarivoensis
- Aleiodes antennatus
- Aleiodes apicalis
- Aleiodes apiculatus
- Aleiodes aquaedulcensis
- Aleiodes arcticus
- Aleiodes areolatus
- Aleiodes argyllacearivorax
- Aleiodes arizonensis
- Aleiodes armatus
- Aleiodes arnoldii
- Aleiodes arsenjevi
- Aleiodes assimilis
- Aleiodes aterrimus
- Aleiodes atriceps
- Aleiodes atricornis
- Aleiodes autographae
- Aleiodes avvakumi
- Aleiodes aztecus
- Aleiodes bakeri
- Aleiodes barnardae
- Aleiodes basutai
- Aleiodes batyr
- Aleiodes bicolor
- Aleiodes bipannus
- Aleiodes borealis
- Aleiodes boreoasiaticus
- Aleiodes brachyphlebus
- Aleiodes brevicellula
- Aleiodes brevipendulatus
- Aleiodes breviradialis
- Aleiodes bucculentus
- Aleiodes buoculus
- Aleiodes burrus
- Aleiodes buzurae
- Aleiodes caboverdensis
- Aleiodes cameronii
- Aleiodes cantherius
- Aleiodes carbonarius
- Aleiodes carinatus
- Aleiodes cariniventris
- Aleiodes carlsbadensis
- Aleiodes cartwrightensis
- Aleiodes catherinensis
- Aleiodes caucasicus
- Aleiodes caudalis
- Aleiodes caudatus
- Aleiodes cazieri
- Aleiodes ceratomiae
- Aleiodes certus
- Aleiodes circumscriptus
- Aleiodes citriscutum
- Aleiodes cochisensis
- Aleiodes conformis
- Aleiodes convexus
- Aleiodes coronarius
- Aleiodes coxalis
- Aleiodes crassijugosus
- Aleiodes crassipes
- Aleiodes cruentus
- Aleiodes curtispina
- Aleiodes daisetsuzanus
- Aleiodes dakotensis
- Aleiodes declanae
- Aleiodes dedivus
- Aleiodes deminutus
- Aleiodes depanochora
- Aleiodes dimidiatus
- Aleiodes dissector
- Aleiodes dissiticarina
- Aleiodes diversicornis
- Aleiodes dorsofoveolatus
- Aleiodes drymoniae
- Aleiodes dubiosus
- Aleiodes duchovskoii
- Aleiodes ductor
- Aleiodes earias
- Aleiodes earinos
- Aleiodes elliptidepressus
- Aleiodes eous
- Aleiodes equalis
- Aleiodes esenbeckii
- Aleiodes euproctis
- Aleiodes eurinus
- Aleiodes exceptus
- Aleiodes excisus
- Aleiodes fahringeri
- Aleiodes femoratus
- Aleiodes fernaldellavorax
- Aleiodes ferruginosus
- Aleiodes ferrugiteli
- Aleiodes flavicorpus
- Aleiodes flavidus
- Aleiodes flavinotaulus
- Aleiodes flavistigma
- Aleiodes flavitarsus
- Aleiodes forticornis
- Aleiodes fortipes
- Aleiodes fortis
- Aleiodes frugalis
- Aleiodes fruhstorferi
- Aleiodes fumialis
- Aleiodes fuscipennis
- Aleiodes fuscus
- Aleiodes gasterator
- Aleiodes gastritor
- Aleiodes genalis
- Aleiodes geometrae
- Aleiodes glaber
- Aleiodes gossypiellae
- Aleiodes gossypii
- Aleiodes gracilipes
- Aleiodes graciliventris
- Aleiodes granulatus
- Aleiodes graphicus
- Aleiodes grassator
- Aleiodes gressitti
- Aleiodes grodekovi
- Aleiodes haematoxyloni
- Aleiodes halifaxensis
- Aleiodes harrimani
- Aleiodes hellenicus
- Aleiodes hemipterus
- Aleiodes hergeri
- Aleiodes heterostigma
- Aleiodes hubeiensis
- Aleiodes huberi
- Aleiodes hyphantriae
- Aleiodes indiscretus
- Aleiodes inopinus
- Aleiodes insignipes
- Aleiodes interstitialis
- Aleiodes itamevorus
- Aleiodes jakowlewi
- Aleiodes jaliscoensis
- Aleiodes javanus
- Aleiodes kamtshadal
- Aleiodes kanyawarensis
- Aleiodes kasenenei
- Aleiodes kasparyani
- Aleiodes korsakovi
- Aleiodes kotenkoi
- Aleiodes kozlovi
- Aleiodes krasheninnikovi
- Aleiodes krulikowskii
- Aleiodes laevigatus
- Aleiodes lanceolatus
- Aleiodes laphygmae
- Aleiodes lateralis
- Aleiodes latericarinis
- Aleiodes leleji
- Aleiodes leptocarina
- Aleiodes lissos
- Aleiodes lividus
- Aleiodes longicornis
- Aleiodes longipendulatus
- Aleiodes longipes
- Aleiodes lucidus
- Aleiodes lymantriae
- Aleiodes macropodides
- Aleiodes madagascariensis
- Aleiodes malacosomatos
- Aleiodes mandibularis
- Aleiodes marcapatensis
- Aleiodes maritimus
- Aleiodes medicinebowensis
- Aleiodes megastomus
- Aleiodes melanopodus
- Aleiodes melanopterus
- Aleiodes mexicanus
- Aleiodes miani
- Aleiodes microculatus
- Aleiodes microsomus
- Aleiodes miniatus
- Aleiodes modestus
- Aleiodes moldavicus
- Aleiodes molestus
- Aleiodes mongolicus
- Aleiodes montanus
- Aleiodes morio
- Aleiodes mubfsi
- Aleiodes muirii
- Aleiodes muravievi
- Aleiodes mythimnae
- Aleiodes narangae
- Aleiodes nigribasis
- Aleiodes nigricans
- Aleiodes nigricornis
- Aleiodes nigricosta
- Aleiodes nigrinervis
- Aleiodes nigripes
- Aleiodes nigristemmaticum
- Aleiodes nitidus
- Aleiodes nobilis
- Aleiodes nocturnus
- Aleiodes nolophanae
- Aleiodes notozophus
- Aleiodes oaxacensis
- Aleiodes ocellaris
- Aleiodes oculator
- Aleiodes oculatus
- Aleiodes optimus
- Aleiodes oryzaetora
- Aleiodes pallescens
- Aleiodes pallidator
- Aleiodes pallidicornis
- Aleiodes pallidistigmus
- Aleiodes palmatoides
- Aleiodes palmatus
- Aleiodes paltshevskii
- Aleiodes parasiticus
- Aleiodes pardalotus
- Aleiodes parentalis
- Aleiodes parvicauda
- Aleiodes pectoralis
- Aleiodes pedalis
- Aleiodes perinetensis
- Aleiodes periscelis
- Aleiodes perplexus
- Aleiodes picipes
- Aleiodes pilosus
- Aleiodes platypterygis
- Aleiodes plurilineatus
- Aleiodes politiceps
- Aleiodes politus
- Aleiodes praetor
- Aleiodes preclarus
- Aleiodes provancheri
- Aleiodes przewalskii
- Aleiodes pseudoterminalis
- Aleiodes pulchripes
- Aleiodes punctipes
- Aleiodes quadrum
- Aleiodes quebecensis
- Aleiodes quickei
- Aleiodes radialis
- Aleiodes rileyi
- Aleiodes robustipes
- Aleiodes rogezensis
- Aleiodes rossi
- Aleiodes rubroniger
- Aleiodes ruficeps
- Aleiodes ruficornis
- Aleiodes rufipes
- Aleiodes rugosicostalis
- Aleiodes rugosus
- Aleiodes rugulosus
- Aleiodes sanctihyacinthi
- Aleiodes sapporensis
- Aleiodes satanas
- Aleiodes schewyrewi
- Aleiodes schirjajewi
- Aleiodes schultzei
- Aleiodes scriptus
- Aleiodes scrutator
- Aleiodes secwepemc
- Aleiodes seriatus
- Aleiodes sexmaculativorax
- Aleiodes shawi
- Aleiodes shestakovi
- Aleiodes sibiricus
- Aleiodes sichotealinus
- Aleiodes signatus
- Aleiodes simillimus
- Aleiodes sinevi
- Aleiodes sirin
- Aleiodes smithi
- Aleiodes sonorensis
- Aleiodes spasskensis
- Aleiodes speciosus
- Aleiodes stigmator
- Aleiodes subscleroma
- Aleiodes sudatorius
- Aleiodes suffusus
- Aleiodes tashimai
- Aleiodes terminalis
- Aleiodes terneicus
- Aleiodes territatus
- Aleiodes testaceus
- Aleiodes texanus
- Aleiodes townesorum
- Aleiodes transversestriatus
- Aleiodes trevelyanae
- Aleiodes tricolor
- Aleiodes trifasciatus
- Aleiodes troitza
- Aleiodes tsukubaensis
- Aleiodes tulensis
- Aleiodes ufei
- Aleiodes ungularis
- Aleiodes unifasciatus
- Aleiodes unipunctator
- Aleiodes wadai
- Aleiodes wahli
- Aleiodes varius
- Aleiodes vaughani
- Aleiodes venustulus
- Aleiodes vicinus
- Aleiodes vierecki
- Aleiodes virginiensis
- Aleiodes xanthus
- Aleiodes yasirae